# Церква святого Димитрія (Мшанець)
Церква святого Димитрія в Мшанці — парафія і храм греко-католицької громади Теребовлянського деканату Тернопільсько-Зборівської архієпархії Української греко-католицької церкви в селі Мшанець Тернопільського району Тернопільської области.

## Історія церкви
Парафія належала до Української Греко-Католицької Церкви до 1946 року. Першу дерев'яну церкву в селі звели у 1750 році.
У 1900 році, за підтримки Хоростківської графині Софії Сіминської-Левицької, почалося будівництво нового храму, яке тривало п'ять років. 8 листопада 1905 року нова церква прийняла своїх перших парафіян. На її освячення прибув владика Станиславівської єпархії Григорій Хомишин.
Будівництво фінансували пожертви парафіян, зокрема: Іван Лабатий, Прокіп Штафірний, Маланка Фурик, Текля Мазур, Михайло Вавришин, Франциска Комарницька, Марія та Йосип Мазурі, Теофан Климентів, Марія Козловська, подружжя Теодора і Єви Козловських, сім'я Захарія і Олени Бернат, а також фундація І. Франка.
У 1946 році парафія і храм перейшли в РПЦ, де перебували до 1990 року. З 1990 року вони знову повернулися в лоно УГКЦ.
У 1928 році збудували нову цегляну дзвіницю та відремонтували церкву. Розпис храму виконано у 1938—1942 роках. Наприкінці 1990-х — на початку 2000-х років житель села Іван Макогін власним коштом спорудив скульптуру Пресвятої Богородиці. У 1993 році з єпископською візитацією парафію відвідав владика Михаїл Сабрига. У 2005 році, до столітнього ювілею церкви, значну матеріальну допомогу для реконструкції даху надало господарство під керівництвом Петра Іліщука.
При парафії діють Вівтарна та Марійська дружини, а також братство Матері Божої Неустанної Помочі.

## Парохи
- о. Михайло Заруцький (1800—1841),
- о. Іллярій Котович (1841—1875),
- о. Кирило Лукасевич (1875—1912),
- о. Анатоль Малиновський (1913—1922),
- о. Ілля Кливак (1922—1940),
- о. Микола Будз (1941—1944),
- о. Михайло Келимен (1944—1993),
- о. Василь Кузь (з 1993).